# Hrabstwo Harper (Oklahoma)

Piramida wieku mieszkańców hrabstwa Harper

Harper – hrabstwo w stanie Oklahoma w USA. Założone w 1893 roku. Populacja liczy 3685 mieszkańców (stan według spisu z 2010 roku).
Powierzchnia hrabstwa to 2696 km² (w tym 5 km² stanowią wody). Gęstość zaludnienia wynosi 1,37 osoby/km².
Nazwa hrabstwa pochodzi od nazwiska Oscara G. Harpera, urzędnika w stanie Oklahoma.

## Miasta
- Buffalo
- Laverne
- May
- Rosston